# Ізварине (станція)
Ізва́рине — лінійна вантажно-пасажирська залізнична станція Луганської дирекції Донецької залізниці.
Розташована в смт Ізварине, Краснодонська міська рада Луганської області на лінії Родакове — Ізварине між станціями Краснодон (17 км) та Плешаково (27 км).
На станції здійснюється прикордонний митний контроль на кордоні з Росією на пункті контролю Ізварине — Донецьк.
Станція була кінцевою для поїздів Луганської дирекції у напрямках на Родакове та на Кіндрашівську-Нову. Через військову агресію Росії на сході України транспортне сполучення припинене.